# Navia angustifolia
Espèce
Classification phylogénétique
Navia angustifolia est une espèce de plantes à fleurs de la famille des Bromeliaceae, endémique du Guyana.